# Бар, Генрих Сигизмундович
Генрих Сигизмундович Бар (1872 — 1938) — полковник 4-го Финляндского стрелкового полка, герой Первой мировой войны. Участник Белого движения на Юге России, генерал-майор.

## Биография
Лютеранин. Происходил из мещан. Родился 1 (13) февраля 1872 года в Виндаве в семье мельника. Среднее образование получил в Виндавском городском училище.
В 1897 году окончил Виленское пехотное юнкерское училище по 2-му разряду, откуда выпущен был подпрапорщиком в 179-й пехотный Усть-Двинский полк. Произведён подпоручиком 11 марта 1898 года в тот же полк.
30 июня 1899 года переведён в 178-й пехотный Венденский полк. Произведён в поручики 15 апреля 1902. Во время русско-японской войны, 4 марта 1905 года переведён в 158-й пехотный Кутаисский полк. 12 апреля 1906 переведён обратно в 178-й пехотный Венденский полк. Произведён в штабс-капитаны 20 сентября 1906 года. 
В 1913 году окончил Николаевскую академию Генерального штаба по 2-му разряду. 30 мая 1913 года переведён в 4-й Финляндский стрелковый полк, а 21 ноября того же года произведён в капитаны. Был командиром 6-й роты и начальником учебной команды полка (с 7 января 1914 года).
В Первую мировую войну вступил в рядах 4-го Финляндского стрелкового полка. Пожалован Георгиевским оружием
За то, что в бою у д. Козювка на высоте 992, 29-го января 1915 года, командуя ротой и увлекая за собой часть стрелков 7-й роты 2-го Финляндского стрелкового полка, под убийственным огнем выбил немцев из окопов. Будучи тяжело ранен, оставил строй лишь по достижении полного успеха.
Удостоен ордена Св. Георгия 4-й степени
За то, что в бою 15-го мая 1915 года, лично предводительствуя частью боевого участка у д. Бригидау, выиграл фланг и тыл противника, стремительно атаковал его и тем способствовал общему успеху. Во время этого предприятия захватил в плен 18 офицеров, 650 нижних чинов и 6 действующих пулеметов.
Произведён в подполковники 17 октября 1915 «за отличия в делах против неприятеля», в полковники — 2 февраля 1916 года (со старшинством от 19 июля 1915). На 1 августа 1916 года — в том же чине и полку.
В Гражданскую войну генерал-майор Бар участвовал в Белом движении в составе Вооруженных сил Юга России и Русской армии. С 8 марта 1919 года состоял в резерве чинов при штабе Главнокомандующего ВСЮР, осенью 1920 года — начальник Ялтинского военно-административного района до эвакуации Крыма.
В эмиграции к 1921 году — председатель инициативной группы Русского национального союза офицеров и солдат в Югославии. В 1927 году был назначен представителем великого князя Кирилла Владимировича в Латвии, в 1929 году — в той же должности. Работал в Лиепае на железной дороге. Умер 31 июля 1938 года, похоронен 2 августа в Риге на Лесном кладбище. Могила не сохранилась.

## Награды
- Орден Святого Станислава 3-й ст. «за отлично-усердную службу и труды, понесённые во время военных действий» (ВП 20 мая 1907)
- Орден Святой Анны 3-й ст. (ВП 25 марта 1910)
- Орден Святого Владимира 4-й ст. с мечами и бантом (ВП 4 июня 1915)
- Орден Святого Георгия 4-й ст. (ВП 1 сентября 1915)
- Георгиевское оружие (ВП 10 ноября 1915)
- Орден Святой Анны 2-й степени с мечами (ВП 27 марта 1916)
- Орден Святого Станислава 2-й степени с мечами (ВП 25 ноября 1916)